# 海藏寺
海藏寺，位于中国甘肃省武威市凉州区，为一个全国重点文物保护单位，类型为古建筑。
海藏寺的历史年代为明至民国。